# Lebeckia leucoclada
Lebeckia leucoclada är en ärtväxtart som beskrevs av Rudolf Schlechter. Lebeckia leucoclada ingår i släktet Lebeckia och familjen ärtväxter. Inga underarter finns listade i Catalogue of Life.